# スランバー・パーティー大虐殺
『スランバー・パーティー大虐殺』は、1982年のアメリカのホラースラッシャー映画。
ロジャー・コーマン制作。

## 概要
パジャマパーティーで楽しむ女子達を、電気ドリルを持った殺人鬼が迫りくる恐怖を描いたホラー映画。
長らく日本未公開だったが、未体験ゾーンの映画たち2023にて日本初公開した。

## あらすじ
両親が留守になる週末、高校3年生のトリッシュはバスケットボール部のチームメイトを自宅に招き、男以外は何でもアリのパジャマ女子会を開くことにする。時を同じくして、学校で女子生徒が何者かに電動ドリルで殺害される。精神病院を脱走した殺人鬼のラス・ソーンの仕業だった。血に飢えたラスは肌も露わにはしゃぐ女の子たちの匂いを嗅ぎつけ、トリッシュの家へと向かう。女子会に侵入したい男子高生たち、仲間になりたい転校生のヴァレリーとその妹が入り乱れ、波乱含みの週末が幕を開ける。